# 香取市立北佐原小学校
香取市立北佐原小学校（かとりしりつ きたさわらしょうがっこう）は、千葉県香取市佐原ニにある市立小学校。

## 概要
香取市の佐原ニ、篠原ロ、中洲、長島、笄島（こうがいしま）の旧佐原町利根川以北（北佐原地区）と石納、野間谷原の旧東大戸村利根川以北を学区とする。
創立記念日は12月17日。

## 沿革
- 1873年（明治6年）10月 - 長島村の島崎清蔵が家塾を開く。
- 1876年（明治9年）6月 - 佐原村新田に佐原小学校の附属小学校を置く。
- 1883年（明治16年）9月 - 親伝小学校と称する。
- 1908年（明治41年） - 親伝尋常小学校、長島尋常小学校、篠原尋常小学校を併せ北佐原尋常小学校と改称、篠原を第一分教場、長島を第二分教場とした。
- 1913年（大正2年） - 第二分教場廃止。
- 1941年（昭和16年） - 学校令の改正により北佐原国民学校に改称。
- 1947年（昭和22年） - 6･3制の実施により北佐原小学校と改称。
- 1961年（昭和36年） - 第一分教場廃止。